# Lycosa inornata
Lycosa inornata là một loài nhện trong họ Lycosidae.
Loài này thuộc chi Lycosa. Lycosa inornata được John Blackwall miêu tả năm 1862.